# Stenophragma naumanni
Stenophragma naumanni är en tvåvingeart som beskrevs av Duret 1976. Stenophragma naumanni ingår i släktet Stenophragma och familjen svampmyggor. Inga underarter finns listade i Catalogue of Life.